# Douzi
Douzi, ou Cheb Douzi,  nom de scène d'Abdelhafid Douzi, né le 30 avril 1985 à Oujda (Maroc), est un chanteur de raï et acteur maroco-belge

## Biographie

### Enfance
Abdelhafid Douzi est né le 30 avril 1985 à Oujda.

### Carrière
En 1993, Douzi a 8 ans lorsqu’il enregistre son premier album « Goulou Imumti tjini », (Maman reviens à moi). L’œuvre fait fondre les cœurs, surtout celui des mères de famille. Résultat: plus de 700,000 exemplaires vendus au Maroc.
En août 1997, il participe au festival Saidia Beach et décroche le prix du plus jeune artiste, ce qui lui permet également de percevoir des cachets publicitaires en signant un contrat avec la firme Coca-Cola dont il fait la voix-off d’un message publicitaire.
En 2004, après avoir produit une dizaine d’albums, Douzi décroche un disque d’or et un disque platine pour la compilation « Raï'n'B Fever »
Aux États-Unis, il se produit sur un terrain de basket lors de l'ouverture de la NBA en 2015.
En 2016, Douzi devient ambassadeur de la marque de la téléphonie mobile Huawei au Maroc. 
Les années 2017 et 2018 ont marqué la carrière de Douzi, puisque :
- Il a été invité à chanter la reprise en version arabe de la chanson officielle du film bollywoodien Tubelight intitulé Radio[6].
- Daf Bama Music Awards, il remporte le titre de « meilleur artiste marocain » lors de ses deux années[7].
- La même année, Forbes déclare Douzi parmi les artistes les plus influents dans le monde arabe[8].

Abdelhafid Douzi a été choisi comme meilleur artiste/chanteur marocain pour l’année 2018 à deux reprises, une fois au Maroc après avoir reçu le prix de la musique marocaine, et une fois au niveau international avec le prix allemand DAF Bama.
En 2022, Douzi est l'un des chanteurs qui participe à la chanson officielle de la Coupe du Monde des Clubs de la FIFA 2022, intitulée « Bienvenue au Maroc ».

## Discographie
- 1994 : Goulou Imumti Tjini
- 2003 : My Life (Hayati)
- 2010 : Laayoun Aynia
- 2010 : Laki Qalbi
- 2010 : Meryama
- 2011 :  Move (ft. Algerino)
- 2014 : Greatest Hits
- 2015 : Fahmini
- 2016 : Mazal Mazal
- 2017 : Lmouja, awal hob (first love)
- 2018 : Amar
- 2019 : Bikhtissar
- 2024 : Bacha
- 2025 : Ach Hada'
- 2025 : Marhaban Ya Ramadan

## Décorations
- Le 22 août 2016, il est décoré chevalier de l'ordre du Ouissam Al Moukafâa Al Wataniya — ordre du Mérite national[11] — par le roi Mohammed VI.